# Yoshihide Yoshida
Yoshihide Yoshida (吉田 圭秀, Yoshida Yoshihide) est un général japonais né le 30 octobre 1962 à Tokyo. Il devient chef d'État-Major des armées des Forces japonaises d'autodéfense le 30 mars 2023, en remplacement du général Kōji Yamazaki.

## Biographie

### Enfance et formation

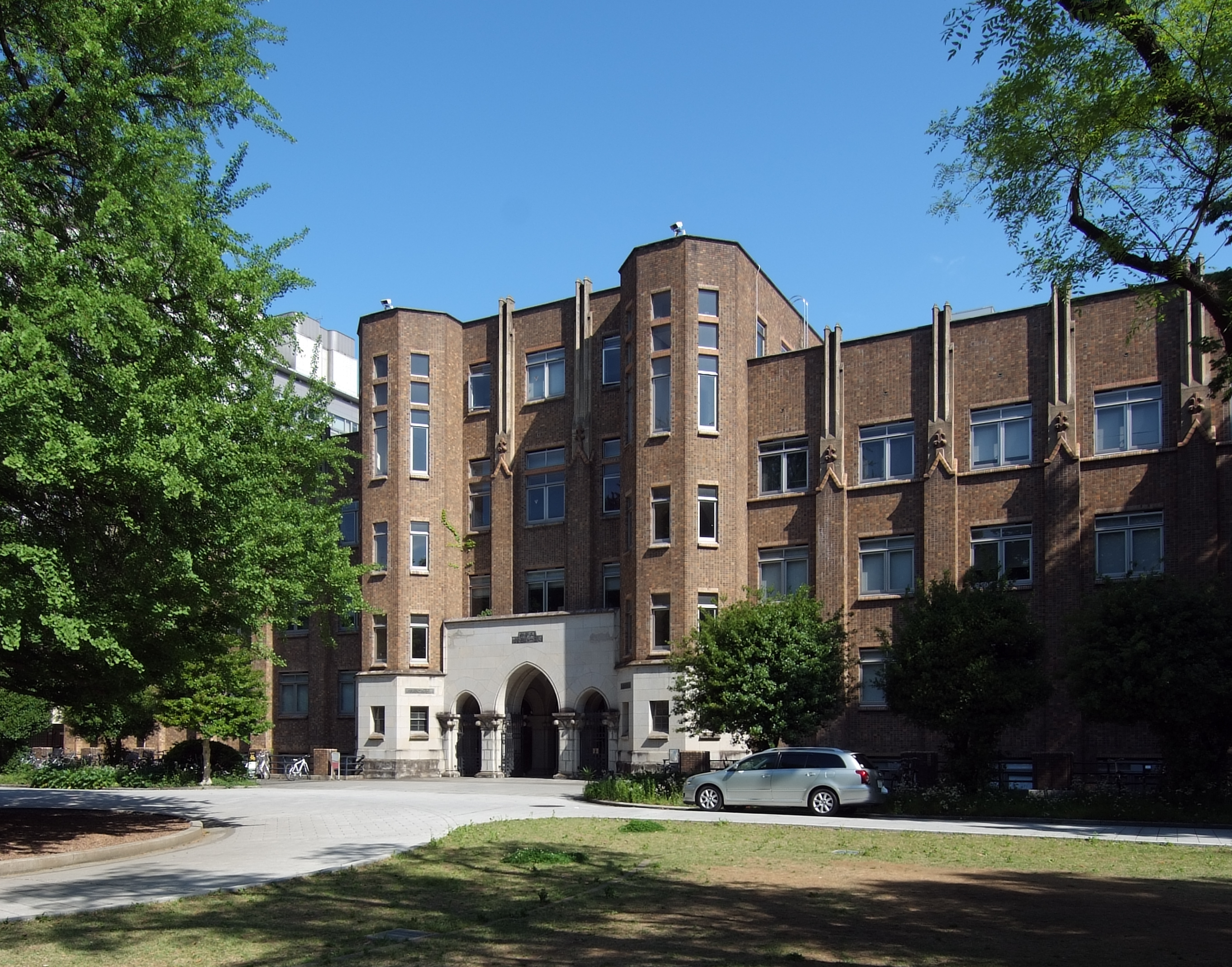
Yoshihide Yoshida est diplômé de l'Université de Tokyo et non de l'Académie de défense nationale du Japon, comme les précédents chefs d'état-major des armées.

Issu d'une famille de civils, Yoshihide Yoshida est né à Tokyo le 30 octobre 1962. En raison de l'emploi de son père, Yoshida doit déménager régulièrement. Il est alors décrit comme étant un enfant avenant et se faisant rapidement des amis, mais aussi comme étant particulièrement têtu. Par la suite, il étudie au lycée de Komaba (en) à Tokyo. Il a ensuite suivi un cursus en génie urbain à l'Université de Tokyo, d'où il sera diplômé en 1986. Il indiquera par la suite qu'il trouvait le sujet des cours ennuyeux.